# Diagnostic Pathology
Diagnostic Pathology, abgekürzt Diagn. Pathol., ist eine wissenschaftliche Fachzeitschrift, die vom Springer-Verlag veröffentlicht wird. Sie erscheint ausschließlich online. Es werden Arbeiten veröffentlicht, die sich mit allen Aspekten der chirurgischen Pathologie beschäftigen.
Der Impact Factor lag im Jahr 2021 bei 3,196. Nach der Statistik des ISI Web of Knowledge wird das Journal mit diesem Impact Factor in der Kategorie Pathologie an 39. Stelle von 77 Zeitschriften geführt.